# Telelogic
Telelogic était une entreprise suédoise spécialisée dans l'édition de logiciels pour la conception logicielle et des systèmes complexes. Créée en 1983, elle a été rachetée par IBM en 2007 pour 557 millions d'euros. Les logiciels de Telelogic sont maintenant édités sous la gamme IBM Rational.
Telelogic éditait les logiciels suivants:
- DOORS, gestion des exigences
- Synergy, gestion de versions et logiciel de suivi de problèmes (obtenu à la suite du rachat de l'éditeur américain Continuus Software en 2000)
- Rhapsody et Tau, modeleurs SDL, UML et SysML
- UML Suite
- SDL Suite
- Logiscope, vérification de règles de codage pour C, C++, Ada et Java.
- ObjectGeode, atelier de génie logiciel (AGL ou IDE en anglais, Integrated Development Environment) basé sur les langages SDL et ASN.1, possédant un générateur de code C pour les noyaux temps réel embarqués et un générateur de tests automatiques.
- Scade, autre IDE pour le temps réel embarqué avec générateur de code certifié pour l'aéronautique (devenu propriété d'Esterel puis d'ANSYS).

ObjectGeode, Scade et Logiscope ont été obtenus à la suite du rachat de l'éditeur français Verilog en 1999.
Tau G2 était le dernier logiciel en développement chez Telelogic Technologies Toulouse avant sa fermeture en 2003.
Telelogic Technologies Toulouse était à la fois un centre de support client (Europe, Monde) et un centre de développement logiciel.